# 14e cérémonie des Central Ohio Film Critics Association Awards
La 14e cérémonie des Central Ohio Film Critics Association Awards (COFCA Awards), décernés par la Central Ohio Film Critics Association, a eu lieu le 7 janvier 2016, et a récompensé les films réalisés l'année précédente.

## Palmarès

### Top 10 des meilleurs films
1. Spotlight
2. Vice-versa (Inside Out)
3. Room
4. Mad Max: Fury Road
5. Ex Machina
6. Sicario
7. Star Wars: Le Réveil de la Force (Star Wars: The Force Awakens)
8. The Revenant
9. The Big Short : Le Casse du siècle (The Big Short)
10. Seul sur Mars (The Martian)

### Meilleur réalisateur
- Tom McCarthy pour Spotlight
  - Finaliste : George Miller pour Mad Max: Fury Road

### Meilleur acteur
- Leonardo DiCaprio pour le rôle de Hugh Glass dans The Revenant
  - Finaliste : Michael Fassbender pour le rôle de Steve Jobs dans Steve Jobs

### Meilleure actrice
- Brie Larson pour le rôle de Joy « Ma » Newsome dans Room
  - Finaliste : Saoirse Ronan pour le rôle d'Eilis Lacey dans Brooklyn et Alicia Vikander pour le rôle de Gerda Wegener dans Danish Girl

### Meilleur acteur dans un second rôle
- Benicio del Toro pour le rôle d'Alejandro dans Sicario
  - Finaliste : Oscar Isaac pour le rôle de Nathan dans Ex Machina
    - Sylvester Stallone pour le rôle de Rocky Balboa dans Creed : L'Héritage de Rocky Balboa (Creed)

### Meilleure actrice dans un second rôle
- Alicia Vikander pour le rôle d'Ava dans Ex Machina
  - Finaliste : Jennifer Jason Leigh pour le rôle de Daisy Domergue « La Prisonnière » dans Les Huit Salopards (The Hateful Eight)

### Meilleure distribution
- Spotlight
  - Finaliste : Les Huit Salopards (The Hateful Eight)

### Acteur de l'année
(pour l'ensemble de son travail en 2014)
- Alicia Vikander – À vif ! (Burnt), Danish Girl, Ex Machina, Agents très spéciaux : Code UNCLE (The Man from U.N.C.L.E), Le Septième Fils (Seventh Son) et Mémoires de jeunesse (Testament of Youth)
  - Finaliste : Domhnall Gleeson – Brooklyn, Ex Machina, The Revenant et Star Wars: Le Réveil de la Force (Star Wars: The Force Awakens)

### Artiste le plus prometteur
- Alicia Vikander (actrice) – À vif ! (Burnt), Danish Girl, Ex Machina, Agents très spéciaux : Code UNCLE (The Man from U.N.C.L.E), Le Septième Fils (Seventh Son) et Mémoires de jeunesse (Testament of Youth)
  - Finaliste : Sean S. Baker (réalisateur, producteur, scénariste, monteur) – Tangerine

### Meilleur scénario original
- Spotlight – Tom McCarthy et Josh Singer
  - Finaliste : Vice-versa (Inside Out) – Pete Docter, Meg LeFauve et Josh Cooley

### Meilleur scénario adapté
- The Big Short : Le Casse du siècle (The Big Short) – Charles Randolph et Adam McKay
  - Finaliste : Room – Emma Donoghue

### Meilleure photographie
- The Revenant – Emmanuel Lubezki
  - Finaliste : Mad Max: Fury Road – John Seale

### Meilleur montage
- Mad Max: Fury Road – Margaret Sixel
  - Finaliste : Sicario – Joe Walker

### Meilleure musique de film
- Les Huit Salopards (The Hateful Eight) – Ennio Morricone
  - Finaliste : Mad Max: Fury Road – Junkie XL

### Meilleur film en langue étrangère
- Phoenix  Allemagne
  - Finaliste : Les Nouveaux Sauvages (Relatos salvajes)  Argentine /  Espagne

### Meilleur film d'animation
- Vice-versa (Inside Out)
  - Finaliste : Anomalisa

### Meilleur film documentaire
- The Look of Silence
  - Finaliste : Amy

### Meilleur film passé inaperçu
- The Tribe (Plemya)
  - Finaliste : The Gift